# آلف گولت
آلف گولت (انگلیسی: Alf Goullet; ۵ آوریل ۱۸۹۱ – ۱۱ مارس ۱۹۹۵) دوچرخه‌سوار اهل استرالیا بود.